# Tipula (Arctotipula) conjuncta
Tipula (Arctotipula) conjuncta is een tweevleugelige uit de familie langpootmuggen (Tipulidae). De soort komt voor in het Palearctisch gebied.